# The Yellow Wallpaper
O Papel de Parede Amarelo (no inglês, The Yellow Wallpaper) é um conto de 6000 palavras escrito pela escritora estadunidense Charlotte Perkins Gilman. Foi publicado primeiramente em 1892 pela New England Magazine. É tido como um dos precursores da literatura feminista Americana, ilustrando atitudes do século XIX da saúde mental e física da mulher.

## Enredo
A história é escrita em primeira pessoa, como uma espécie de diário. A narradora é uma mulher, cujo marido - um médico - confinou-a em um quarto que ele alugou durante o verão. Ela é proibida de trabalhar e se vê obrigada a esconder dele o seu diário, para que ela possa se recuperar do que ele diagnosticou como sendo uma "depressão nervosa temporária - uma leve tendência histérica", um caso comum nas mulheres dessa época. As janelas do quarto possuem grades e há um portão no topa das escadas, permitindo a seu marido controlar seu acesso ao restante da casa.
O conto ilustra o efeito do confinamento na saúde mental da narradora, e sua propensão à psicose. Não tendo nada para estimulá-la, ela se torna obsessiva pela textura e cor do papel de parede do quarto. "É do amarelo mais estranho, esse papel de parede! Me faz lembrar de todas as coisas amarelas que eu já vi - não coisa lindas como botões-de-ouro, mas ouro envelhecido, e péssimas coisas amarelas. Mas tem algo de errado nesse papel de parede - o cheiro!... A única coisa que eu posso pensar sobre isso é que é a cor do papel de parede! Um cheiro amarelo."
No fim, ela imagina que há mulheres arrastando-se atrás do papel de parede amarelo, e chega a acreditar que ela é uma delas. Ela se tranca no quarto, que agora é o único lugar onde ela se sente segura, recusando-se a sair dali quando o aluguel do quarto expira. 

## Adaptações
- Em 1977 um curta metragem homônimo foi produzido por Marie Ashton através do Woman Make Movies.[1]
- Uma adaptação nos palcos foi feita em 2006 por Edinburgh Fringe Festival.
- Longa metragem de 2008, The Yellow Wallpaper.
- Em 2021, longa homônimo dirigido por Kevin Pontuti.[2]
- Música Yellow Creep Around da banda Mary's Danish, álbum Circa de 1991.